# Riley első randija?
A Riley első randija? (eredeti cím: Riley's First Date?) 2015-ben bemutatott amerikai romantikus vígjáték műfajú 3D-s számítógépes animációs rövidfilm, amelynek rendezője és forgatókönyvírója Josh Cooley, zeneszerzője Michael Giacchino. A rövidfilm a szintén 2015-ös Agymanók folytatása.
A rövidfilm a Pixar Animation Studios és a Walt Disney Pictures gyártásában készült, a Walt Disney Studios Home Entertainment forgalmazásában jelent meg. Az Amerikai Egyesült Államokban 2015. augusztus 14-én debütált a D23 Expo-n. Magyarországon az HBO GO-n mutatták be előbb 2017. december 15-én, később pedig tévés premierként az HBO 2 tűzte műsorra 2017. december 25-én.
A rövid történet Riley szüleinek érzelmeit mutatja be, amikor arra gyanakodnak, hogy lányuk randizni megy egy fiúval.

## Cselekmény
Az immár tizenkét éves Rileyt gördeszkázni hívja egy Jordan nevű fiú (aki a film végén rövid ideig szerepelt). Ez aggodalommal tölti el a lány szüleit, mert azt gyanítják, lányuk randira megy, amire az érzelmeik is különböző módon reagálnak. Riley anyja megpróbál lazának tűnni és szlenget használni, így kísérelve meg kifaggatni lányát, de ezzel csak bosszúságot okoz Rileynak (és a lány érzelmeinek).
Riley apja igyekszik megfélemlíteni és kivallatni Jordant, de a fiú közönyösségét látva elfogy a türelme és kis híján elzavarja a házából. Jordan ekkor megemlíti, hogy egy együttesben játszik: Riley apja visszaemlékszik saját hasonló, fiatalkori élményeire és egyből megtalálják a közös hangot, mivel mindketten rajonganak az AC/DC zenéjéért. Riley és anyja az emeletről leérve meglátják, ahogy az apa és Jordan az AC/DC "Back in Black" című dalára léggitároznak, zavarba ejtve Rileyt.
Riley gyorsan távozik Jordannel, szülei megállapítják, hogy a fiú rendben van és a fiatalokat látva nosztalgikus érzés fogja el őket. A szülők megcsókolják egymást, Riley apjának érzelmi központja erre izgatottsággal reagál és érzelmei is a "Back in Black" című számra ünnepelnek. Riley anyjának érzelmei visszafogottan hallgatják a Berlin együttes "Take My Breath Away" című dalát.
A csók után Riley apja annak az asztalnak a megjavítására készül, melyet léggitározás közben döntött fel.

## Szereplők
| Szereplő       | Eredeti hang     | Magyar hang        |
| -------------- | ---------------- | ------------------ |
| Derű           | Amy Poehler      | Bogdányi Titanilla |
| Bánat          | Phyllis Smith    | Kokas Piroska      |
| Undor          | Mindy Kaling     | Sipos Eszter Anna  |
| Harag          | Lewis Black      | Faragó András      |
| Majré          | Bill Hader       | Seder Gábor        |
| Riley Anderson | Kaitlyn Dias     | Laudon Andrea      |
| Riley apja     | Kyle MacLachlan  | Rajkai Zoltán      |
| Riley anyja    | Diane Lane       | Kisfalvi Krisztina |
| Jordan         | Ben Cox          | Császár András     |
| Anya Bánata    | Lori Alan        | Náray Erika        |
| Anya Derűje    | Sherry Lynn      | Mezei Kitty        |
| Anya Undora    | Sherry Lynn      | Zakariás Éva       |
| Anya Haragja   | Paula Pell       | Solecki Janka      |
| Anya Majréja   | Laraine Newman   | Zsigmond Tamara    |
| Apa Haragja    | Pete Docter      | Kőszegi Ákos       |
| Apa Majréja    | Carlos Alazraqui | Kerekes József     |
| Apa Undora     | Keith Ferguson   | Eredeti hang       |
| Apa Derűje     | Patrick Seitz    | Eredeti hang       |
| Apa Bánata     | Josh Cooley      | Bolba Tamás        |
| Jordan Bánata  | Keith Ferguson   | Eredeti hang       |
| Jordan Derűje  | Bill Hader       | Baráth István      |
| Jordan Undora  | Mona Marshall    | Czető Ádám         |
| Jordan Majréja | Flea             | Sörös Miklós       |
| Jordan Haragja | Gregg Berger     | Eredeti hang       |

## Fordítás
- Ez a szócikk részben vagy egészben  a   Riley's First Date? című angol Wikipédia-szócikk fordításán alapul.  Az eredeti cikk szerkesztőit annak laptörténete sorolja fel. Ez a jelzés csupán a megfogalmazás eredetét és a szerzői jogokat jelzi, nem szolgál a cikkben szereplő információk forrásmegjelöléseként.